# Eleição legislativa do Irã em 2016
Eleições parlamentares foram realizadas no Irã em 26 de Fevereiro de 2016, para eleger os membros do Assembléia Islâmica Consultiva. Foi a 10ª eleição parlamentar da República Islâmica e a 35ª desde Revolução Constitucional Persa. Os mandato dos candidatos eleitos irá de 28 de maio de 2016 até 27 de maio de 2020.
A eleição também serviu para definir os membros da Assembleia de Peritos.
Havia 54.915.024 eleitores inscritos (no Irã, a idade para votar é 18 anos). Mais de 12.000 pessoas se candidataram.   Destes 5.200 , a maioria reformistas, foram rejeitados pelo Conselho dos Guardiões e 612 retiraram suas candidaturas.